# Danger Days: The True Lives of the Fabulous Killjoys
| Recensione        | Giudizio |
| ----------------- | -------- |
| AllMusic          |          |
| Alternative Press |          |
| Kerrang!          |          |
| NME               |          |
| Rock Sound        |          |
| Rolling Stone     |          |

Danger Days: The True Lives of the Fabulous Killjoys è il quarto album del gruppo musicale statunitense My Chemical Romance, pubblicato il 22 novembre 2010 negli Stati Uniti.

## Il disco
Danger Days è un concept album che narra di un gruppo di ribelli fuorilegge, i Fabulous Killjoys, che combattono contro la Better Living Industries, società che assicura a tutti una vita priva di pericoli ma anche di felicità, in una fantomatica California del 2019. Il disco si differenzia molto dall'ultimo album della band (The Black Parade) per il massiccio uso dell'elettronica nei brani e un maggior approccio al pop e in alcuni casi anche alla dance.

## Tracce
1. Look Alive, Sunshine – 0:30
2. Na Na Na (Na Na Na Na Na Na Na Na Na) – 3:30
3. Bulletproof Heart – 4:53
4. Sing – 4:30
5. Planetary (Go!) – 4:06
6. The Only Hope for Me Is You – 4:34
7. Jet-Star and the Kobra Kid/Traffic Report – 0:26
8. Party Poison – 3:36
9. Save Yourself, I'll Hold Them Back – 3:49
10. S/C/A/R/E/C/R/O/W – 4:27
11. Summertime – 4:06
12. DESTROYA – 4:55
13. The Kids from Yesterday – 5:24
14. Goodnite, Dr. Death – 1:59
15. Vampire Money – 3:37

Tracce bonus nell'edizione deluxe di iTunes
1. We Don't Need Another Song About California – 4:27
2. Na Na Na (Na Na Na Na Na Na Na Na Na) (Music Video) – 4:06

Traccia bonus nell'edizione giapponese
1. Zero Percent – 2:47

EP bonus nell'edizione speciale California 2019
The Mad Gear and Missile Kid
1. F.T.W.W.W. – 2:27
2. Mastas of Ravenkroft – 1:44
3. Black Dragon Fighting Society – 1:37

## Formazione
My Chemical Romance
- Gerard Way – voce
- Ray Toro – chitarra solista, cori
- Frank Iero – chitarra ritmica, cori
- Mikey Way – basso; cori in Vampire Money
- Bob Bryar – batteria; (Indicato nell'album, ma non ha preso parte alla registrazione. Co-autore di canzoni.)

Altri musicisti
- Rob Cavallo – mixando in The Kids from Yesterday
- Dorian Crozier - batteria in "Bulletproof Heart"
- Airi Isoda – cori in Party Poison
- John Miceli - batteria in 6, 9-12, 16-17, cori in traccia 9
- Steven Montano – cori in Look Alive, Sunshine, Na Na Na (Na Na Na Na Na Na Na Na Na), Jet-Star and the Kobra Kid/Traffic Report e Goodnite, Dr. Death
- Jamie Muhoberac - tastiera in 3, 6, 9, 11; sound design
- Michael Pedicone - batteria in 2, 4-5, 8, 13, 15
- Jonathan Rivera - ulteriori cori in 9
- James Dewees - tastiera in 1-2, 4-5, 7-8, 10, 12-15, cori
- James Euringer (aka Little Jimmy Urine) - cori in "Destroya"

## Date di pubblicazione
| Paese         | Data             |
| ------------- | ---------------- |
| Australia     | 19 novembre 2010 |
| Germania      | 19 novembre 2010 |
| Irlanda       | 19 novembre 2010 |
| Canada        | 22 novembre 2010 |
| Nuova Zelanda | 22 novembre 2010 |
| Regno Unito   | 22 novembre 2010 |
| Stati Uniti   | 22 novembre 2010 |
| Corea         | 23 novembre 2010 |
| Taiwan        | 23 novembre 2010 |
| Giappone      | 24 novembre 2010 |
| Cile          | 2 dicembre 2010  |